# Michaił Ostrogradski

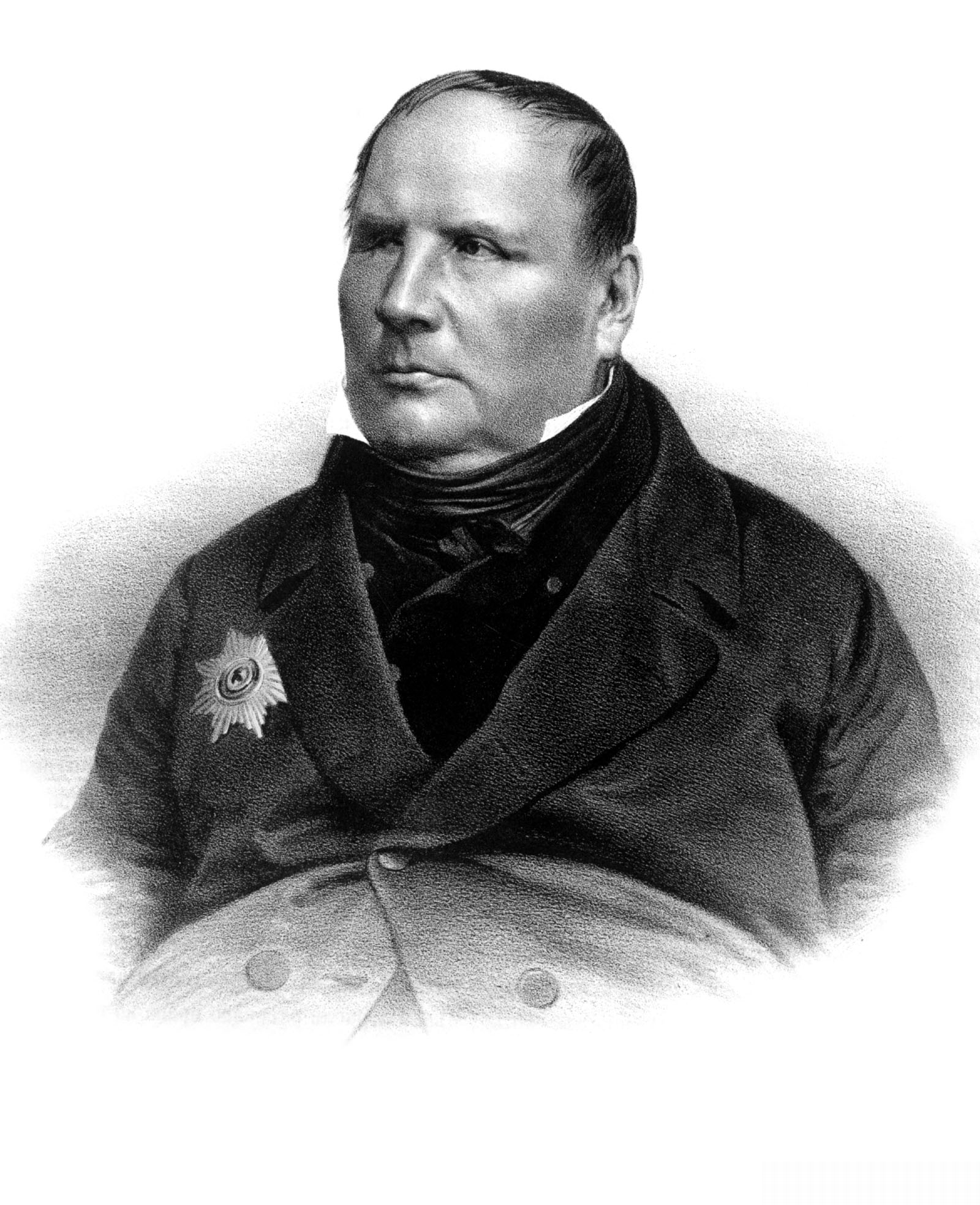
Michaił Ostrogradski

Michaił Wasiljewicz Ostrogradski, ros. Михаил Васильевич Остроградский, ukr.  Михайло Васильович Остроградський (ur. 24 września 1801 w Połtawie, zm. 1 stycznia 1862 tamże) – matematyk Imperium Rosyjskiego. Członek Akademii Nauk w Petersburgu, Nowym Jorku, Turynie i Paryżu. Zajmował się fizyką matematyczną, algebrą, teorią liczb, analizą matematyczną i rachunkiem prawdopodobieństwa.

## Życiorys
Ukończył studia na Uniwersytecie w Charkowie, studiował także na Sorbonie.
Szerokie wykształcenie matematyczne i przyrodnicze pozwoliły mu uzyskać rezultaty o pierwszorzędnym znaczeniu w mechanice i różnych działach matematyki. Nazwisko jego było szeroko znane poza granicami kraju. Najbardziej wymownym faktem jego sławy jest to, że był członkiem Akademii Nauk - petersburskiej (od 1830 r.), turyńskiej, rzymskiej, amerykańskiej i francuskiej (Academie des Sciences w Paryżu od 1851 r.).
Michał Ostrogradski urodził się w 1801 roku w rodzinie bogatego właściciela ziemskiego w guberni połtawskiej. Nie ukończył gimnazjum, gdyż ojciec jego wyobrażał sobie, że tak potężnie zbudowany chłopak musi poświęcić się karierze wojskowej. 15-letniego syna postanowił zawieźć do Petersburga, aby zapisać go do pułku gwardyjskiego. Po drodze dzięki usilnym namowom rodziny zmienił zamiar i Michał wstąpił na Uniwersytet Charkowski.
Uczył się początkowo słabo, gdyż sam marzył o karierze oficera. Dopiero gdy zamieszkał u profesora matematyki Pawłowskiego, zaczął pod jego wpływem interesować się bardziej nauką i wkrótce stał się jednym z najlepszych studentów, celując szczególnie w matematyce. Jednak gdy w 1820 roku zdał wszystkie egzaminy końcowe z wynikiem bardzo dobrym, władze uczelni nie wydały mu dyplomu, motywując to wolnomyślicielstwem Ostrogradskiego. Wyjechał wówczas do Paryża i tam uczęszczał na wykłady Ampere'a, Cauchy'ego, Laplace'a, Poissona i innych. Wkrótce sam spróbował swoich sił w matematyce i za obliczenia szczególnie trudnych całek otrzymał od Cauchy'ego specjalną pochwałę.
W 1825 roku referował we francuskiej Akademii Nauk swoje wyniki dotyczące rozchodzenia się fal na powierzchni cieczy. W tym samym roku rozpoczął pierwszą pracę pedagogiczną w College Henryka IV. W 1828 roku powrócił do Rosji. Wykładał matematykę w Głównym Instytucie Pedagogicznym, w Korpusie Morskim oraz w Michajłowskiej Szkole Artyleryjskiej. Wykłady jego odznaczały się niezwykle dokładnym przygotowaniem. Podawał w nich najnowsze osiągnięcia francuskich matematyków, nieznane jeszcze w Rosji.
Był jednym z założycieli petersburskiej szkoły matematycznej. Publikował wiele prac z zakresu mechaniki teoretycznej, fizyki matematycznej, teorii liczb, algebry i rachunku prawdopodobieństwa. Ogłosił równanie różniczkowe z zakresu rozchodzenia się ciepła w cieczach i ciałach stałych. Podał wzór na przekształcenie całki objętościowej w całkę powierzchniową, znany studentom jako wzór Gaussa-Ostrogradskiego. Wprowadził pojęcie zespolonego różniczkowego operatora. W pracy „O przekształceniach zmiennych w całkach" wyprowadził zasadnicze wzory na zamianę zmiennych całkowania w całkach podwójnych i potrójnych. Te dowody są obecnie podawane we wszystkich podręcznikach wyższej matematyki. Jako kryterium ważności prac matematycznych uznawał ich zastosowanie w praktyce. Jedna z jego prac z rachunku prawdopodobieństwa o metodach statystycznego obliczania braków wynika z zamiaru ułatwienia pracy sortowaczom towarów dostarczanych wojsku.
Ostrogradski umarł nagle 1 stycznia 1862 roku w Połtawie, w drodze z domu do Petersburga.